# Hydroide
Hydroider er vandførende væv hos mosser, hvor de udfylder samme funktion som trakeiderne hos de højere planter. Hydroider mangler dog porerne og den karakteristiske overfladestruktur hos de højere platers karvæv.
Man har fundet hydroider i nogle af stykkerne fra Rhynie flint fundstedet. Det ses bl.a. hos Aglaophyton, hvor man først troede, at de var moderne vedkar.
Note
1. ↑  Brent D. Mishler og Steven P. Churchill: A Cladistic Approach to the Phylogeny of the "Bryophytes" i Brittonia, 1984, 36, 4 side 406–24. Se et abstract online